# Ludwika Ulryka Hohenzollern
Ludwika Ulryka Hohenzollern (ur. 24 lipca 1720 w Berlinie, zm. 16 lipca 1782 na zamku Svartsjö) – księżniczka pruska, królowa Szwecji.
Urodziła się jako piąta córka (dziesiąte dziecko) króla Prus Fryderyka Wilhelma I i jego żony królowej Zofii Doroty. 29 sierpnia 1744 w Drottningholm poślubiła księcia Holstein-Gottorp Adolfa Fryderyka. Na tron wraz z mężem wstąpiła 25 marca 1751 po śmierci króla Fryderyka I. Para miała czworo dzieci:
- Gustawa III, kolejnego króla Szwecji (1746–1792)
- Karola XIII, przyszłego króla Szwecji i Norwegii (1748–1818)
- Fryderyka Adolfa (1750–1803)
- Zofię Albertynę (1753–1829)